# Jacinto Viegas Vicente

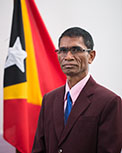
Jacinto Viegas Vicente

Jacinto Viegas Vicente (* 20. Mai 1964 in Cailaco, Portugiesisch-Timor), Kampfname Roque, ist ein Politiker aus Osttimor. Er ist Mitglied der Partei Congresso Nacional da Reconstrução Timorense (CNRT).

## Werdegang
Vicente schloss die Schule nach der 4. Klasse der Grundschule ab. Im Guerillakrieg kämpfte Vicente als Teenager gegen die indonesischen Besatzer und war Kommandant einer Einheit. Vicente erhielt dafür den Ordem de Guerilha, zweiter Klasse. Im Zivilberuf wurde er später Beamter. 2012 wurde Vicente Abgeordneter im Nationalparlament Osttimors und hier Sekretär der Kommission für Außenangelegenheiten, Verteidigung und Nationale Sicherheit (Kommission B).
2017 wurde Vicente auf dem Parteikongress zu einem der stellvertretenden Generalsekretäre des CNRT gewählt. Bei den Wahlen 2017 verpasste Vicente auf Listenplatz 23 den Wiedereinzug ins Parlament knapp, rückte aber am 5. September für Francisco da Costa Guterres als Abgeordneter nach. Hier wurde er Sekretär der Kommission für Außenangelegenheiten, Verteidigung und nationale Sicherheit (Kommission B). Bei den Parlamentswahlen 2018 kandidierte Vicente nicht mehr.
2023 wurde Vicente zu einem von fünf vom Nationalparlament in den Staatsrat entsandten Bürgern gewählt.